# Wesley Eure
Wesley Eure est un acteur et réalisateur américain né le 17 août 1951 à Bâton-Rouge, Louisiane (États-Unis).

## Filmographie

### comme acteur
- 1965 : Des jours et des vies (Days of Our Lives) (série TV) : Dr Michael William 'Mike' Horton (#11) (unknown épisodes, 1974-1981)
- 1974 : Land of the Lost (série TV) : Will Marshall
- 1978 : The Toolbox Murders : Kent Kingsley
- 1978 : Horrible carnage (Jennifer) : Pit Lassiter
- 1979 : C.H.O.M.P.S. de Don Chaffey : Brian Foster
- 1987 : Finders Keepers (jeu TV) : présentateur (1987-1988)
- 1989 : Totally Hidden Video (série TV) : divers personnages (unknown épisodes, 1989-1996)

### comme réalisateur
- 2001 : Spy TV (série TV)